# 리리카 SOS
리리카 SOS(일본어: ナースエンジェルりりか SOS, 너스엔젤 리리카 SOS)는 슈에이샤의 만화 잡지 리본(りぼん)에서 아키모토 야스시(秋元 康) 원작, 이케노 고이(池野 恋) 작화로 연재된 만화이자 이를 원작으로 한 TV 애니메이션이다.

## 방송 일시
| 방송 채널 | 방영 기간                         | 방송 시간 |
| --------- | --------------------------------- | --------- |
| TV 도쿄   | 1995년 7월 7일 ~ 1996년 3월 29일  | 종료      |
| KBS 2TV   | 1998년 9월 14일 ~ 1999년 1월 19일 | 종료      |

## 개요
- TV TOKYO 계열에서 1995년 7월 7일 매주 금요일 저녁 6시에 첫방송되어 1996년 3월 8일 35화로 종영하였다.[1]
- 마지막회에서 주인공이 죽는 장면이 나오는데 이는 요술공주 밍키에 이어 두 번째에 해당되는 내용이다.
- 뮤지컬은 1996년 3월 15일, 22일, 29일 총 3화에 걸쳐 방영했으며, 히메짱의 리본, 빨간 망토 차차에 이어 3번째이자 마지막 뮤지컬 작품이 되었다.
- 한국어 더빙판은 1998년 9월 14일부터 1999년 1월 19일까지 KBS 2TV를 통해 방영되었다.
- 한국어 더빙판 중에 KBS 2TV 방영분은 중간에 오프닝과 엔딩 영상도 맞바뀌었다.

## 줄거리
리리카는 위험한 일이 있을 때 항상 간호천사로 변신하여 지구의 위기를 구한다. 하지만 35편 마지막에선 주인공인 리리카가 죽어야 지구가 구할 수 있다는 것을 알게 된 리리카는 한동안 슬픔에 빠지게 된다. 알게 된 그 날은 바로 리리카의 11번째 생일 결국, 고민 끝에 리리카는 지구를 구하고 죽음을 맞이하게 되지만, 이 만화 끝에 결국 리리카는 살아있다.

## 등장인물
성우와 등장인물의 이름은 일본/대한민국 순이다.
모리야 리리카 (森谷りりか, 리리카) / 간호천사 (Nurse Angel)
- 성우 : 아소 카오리 /

전설의 간호천사로 변신해 다크 조커로부터 지구를 지키는 소녀
약간 덤벙대는 면은 있지만, 상냥하고 순수한 마음을 지닌 매우 명량한 10살짜리 소녀로, 사립 시로바토(白鳩)학원 4학년 B반에 다니고 있다. 전학생 카노우(카논)으로부터 "엔젤 캡(Angel Cap)"을 생일선물로 받아 전설의 간호천사로 변신할 수 있게 됐다. 그 후, 사악한 다크조커를 상대로 싸우면서도 지구와 퀸 어스(Queen Earth)를 지키기 위해 생명의 꽃을 찾는 사명을 맡게 된다. 카노우(캐논)에 대해선 호의감을 가지고 있지만, 그는 리리카보단 헬레나 여왕에게 마음이 있는 것 같다. 간호천사는 적과 싸우기 위해선 녹색 백신에 의해 힘을 받는 엔젤스틱이 있는데, 백신이 소모되면 거의 힘을 쓰지 못한다. 카노우(카논)의 죽음, 부활, 배반과 듀이의 다크조커 배반과 리리카 일행 합류로 인해 리리카는 소중한 사람들을 지키고 싶다는 강한 사명감을 가지고 성장해 간다.
우자키 세이야/(宇崎星夜, 토비)
- 성우 : 이시다 아키라 /

리리카&간호천사를 보디가드같이 지키는 소년
모리야 리리카 옆집에 사는 소년으로, 어렸을 때부터 소꿉친구이며, 그녀와 같은 학교, 학급에 다니고 있다. 세이야 방은 옆집 리리카 방과 마주보고 있어 가끔 창가에서 두 사람이 대화를 나누기도 한다. 아버지는 우자키병원의 의사이다. 의사의 아들이라지만, 피를 끔찍히 싫어하며 보는 것 자체가 골칫거리. 리리카에게는 매번 구박만 당하고 촐싹대는 면은 있지만, 리리카가 위기에 닥쳤을 때 물불 안가리고 도와주는 멋진 면도 있다. 나중에 리리카가 간호천사라는 정체를 알게 되어, 카노우(카논)의 도움으로 초능력을 얻어 간호천사와 함께 다크조커와 싸우게 된다. 카노우(카논)로부터 받은 초능력은 실로 대단하지만 갑자기 많은 에너지를 소비하면 금방 지쳐 버리고 공격패턴은 그리 많지 않은 것 같다. 그는 이성적으로 리리카를 좋아하고 있다.
카노우 노조무(加納望・山崎, 카논)
- 성우 : 키구치 히데히로 /

퀸 어스로부터의 사자로, 헬레나 왕녀와는 사랑하는 사이. 너스 엔젤을 눈을 뜨게 하는 사명을 띠어 런던에서 온 전학생으로 리리카의 앞에 나타난다. 시로바토 학원에서는 6학년. 우수한 미소년으로 학교의 인기인.
리리카와 함께 다크 죠커와 싸우지만, 리리카를 돕고 싶으면 바라는 세이야에게 자신 힘과 역할을 맡긴 뒤에 목숨을 잃는다. 하지만, 후에 다크 죠커로서 부활해, 리리카의 연정을 이용하고 그녀를 추적한다. 하지만, 브로스에 세뇌 되어 자아를 잃은 채 리리카, 세이야, 듀이의 3명과 싸운 끝에 원래의 자신을 되찾았다. 그 다음은, 퀸 어스에 귀환해 헬레나 왕녀의 보좌를 계속했다. 덧붙여 만화에서는 캐논이 어디까지나 퀸 어스 및 헬레나 왕녀의 기사인 것이 정중하게 묘사되고 있다.
초능력이나 전용의 검으로 싸운다.기억을 지우는 힘을 가져, 그것이 최종회에서 중요한 역할을 완수하게 된다.
미즈하라 카린(水原花林, 세미)
- 성우 : 스즈키 카오루 /

의지하는 리리카의 친구.
취미는 스포츠맨계의 미청년이 있는 가게의 리서치.
리리카에 여러 가지 어드바이스를 해주고, 세이야를 놀리는 일이 많지만, 세이야의 어프로치에 둔감한 리리카에 기가 막혀하고 그를 격려하는 일면도 있다.
카자미 안나(風見安奈, 안나)
- 성우 : 나카오 아즈사 /

얌전하고 매우 차분한 성격을 가진 리리카의 친구. 애니메이션에서는 항상 경어로 이야기한다. 말씨가 이따금 어긋난다.
쿠와노 미유키(桑野みゆき, 구미호)
성우 : 타구치 에미코 /
카노우 노조무 친위대의 대장을 맡는 사립 시로바토 학원 4학년 A반의 학생. 이마가 매력 포인트. 큰 병원 제네럴 호스피털 쿠와노의 원장의 딸로, 그것을 자랑하는 부분도 있지만, 사실은 바쁜 아버지에게 상관해 주지 않는 것을 외롭게 생각한다. 고압적인 성격으로, 라이벌 리리카를 야만인이라고 부르기도 하지만, 비겁한 방식으로 라이벌을 떨어뜨리는 일은 하지 않는 의연한 성격의 소녀이다.
카노우에 실연한 일로 친위대를 해산하고 나서는, 자신을 도와 준 듀이의 일이 신경이 쓰이고 있다.
스즈키 에이코 (鈴木栄子)
성우 : 사토 미카코
카노우 노조무 친위대의 대원 중 한 명. 갈색 머리로 키가 작다. 카노우 노조무 친위대에는 다수의 멤버가 있는 것이 제1화와 제20화에서 확인할 수 있지만, 그 이외의 에피소드로는 그녀와 요시코 이외의 멤버는 등장하지 않는다. 친위대가 해산한 후도 요시코와 함께, 미유키에게는 어디까지나 따라간다.
뮤지컬판에서는 〈스기야마 에이코 (杉山栄子, すぎやまえいこ)〉라는 이름이 되어 있었다.
스즈키 비이코(鈴木美子)
성우 : 후치자키 유리코
카노우 노조무 친위대의 대원 중 한 명. 흑발로 키가 크다. 친위대가 해산한 후도 에이코와 함께, 미유키에게는 어디까지나 따라간다.
뮤지컬판에서는 〈타케다 요시코(竹田美子, たけだよしこ)〉, 노벨 라이즈에서는 〈스즈키 요시코(鈴木美子, すずきよしこ)〉라는 이름이 되어 있었다.
모리야 카즈히토 (森谷一等)
성우 : 후지와라 케이지 /
리리카의 아버지, 식물원에서 연구원을 하고 있다. 개에 약했지만, 리리카에 허브의 산책을 강요당한 일이 보람이 있어 극복한다.
모리야 쇼우(森谷賞, 토토)
성우 : 유아사 카오리 /
리리카의 남동생, 조금 건방져 보이지만 때때로 지적이며 성숙해 보이는 유치원생이다.
모리야 마도카(森谷まどか)
성우 : 아마노 유리 /
리리카의 어머니, 상냥하면서도 다정한 편이다.
모리야 쿠루미 (森谷くるみ)
성우 : 미츠야 유지 /
리리카의 할머니로 간호사를 퇴직, 나이답지 않게 취미는 텔레비전 게임, 실버 축구 팀의 키퍼를 맡는 등 매우 활동적으로 하는 할머니이다. 가족 중에서 리리카와 사이가 가장 좋은 인물 중 하나이다. 역할이 여성이지만, 남성 성우인 미츠야 유지가 연기하고 있다.
허브(ハーブ)
성우 : 이시다 아키라
리리카가 데려온 길잃은 개. 다크조커의 기색에도 민감한 영리한 개이다. 목걸이에 영어로 〈HERB〉라고 이름이 쓰여져 있지만, 세이야는 Heebu라고 불르는 등 발음을 잘 못한다. 14화부터는 목걸이가 리본으로 변경되며, 성우는 세이야와 같은 사람이 맡고 있다.
宇崎宙
성우 : 반도 나오키 /
세이야의 아버지로, 우자키 의원의 원장. 열심하고 선량한 의사이지만, 다크 죠커의 검은 백신에 당한 사람은 고칠 수 없기 때문에 언제나 온갖 고생을 하고 있다.
우자키 유코 (宇崎裕子)
성우 : 토미나가 미이나
세이야의 어머니로, 언제나 아들 세이야를 염려하는 다정한 여자.
赤瀬川
성우 : 오오바야시 류노스케
西所沢
성우 : 카시와쿠라 츠토무
(山崎)
키구치 히데히로
헬레나 왕녀 (ヘレナ王女)
성우 : 아마노 유리 /
퀸 어스의 제1왕녀. 리리카와 똑같은 용모를 가진다. 스스로도 병상에 엎드리면서도, 퀸 어스를 침략하는 검은 백신을 혼자서 막고 있다. 점잖은 듯이 보이지만, 마음은 강하다.
지구의 카논이나 너스 엔젤에 대해서도, 텔레파시로 서포트를 한다.
생명의 꽃을 부활시키려는 리리카에게, 자신이 남겨진 힘을 모두 주었다.그 덕분에 생명의 꽃이 개화해 다크 죠커가 소멸하였으므로 원래 체력을 되찾았다.
(최종화 엔딩으로, 건강을 되찾은 그녀의 모습을 확인할 수 있다)
미미나 공주(ミミナ)
성우 : 나미키 노리코 /
헬레나 여왕의 여동생
퀸 어스의 제2왕녀로 헬레나의 여동생. 카논이 퀸 어스에 귀환한 후, 너스 엔젤의 감시역으로서 지구에 왔다. 지구에서는, 카노우의 여동생 〈카노우 미미나〉를 자칭한다. 언니 헬레나와는 대조적으로, 항상 밝고 활발한 성격.
세이야에 반해 그에게 몇번이나 어택을 걸지만 세이야는 싫어하고 있다. 다크 죠커와의 싸움에 대하고, 너스 엔젤의 코스프레에 몸을 싸 싸우는 것이 있지만, 무력(그녀가 사용하는 엔젤 배턴의 모조품에 대해서는, 〈만화〉의 항참조).
퀸 어스에서 유일하게 〈사람의 마음을 읽는 힘〉을 갖고있지만, 그것은 너스 엔젤과 생명의 꽃의 비밀이 밝혀지는 계기가 되어 버린다.
마루루(マルル)
성우 : 시마카타 쥰코(嶋方淳子)
미미나와 함께 지구에 온 수행원 요정. 지구인의 앞에서는 봉제인형의 모습을 하고 있다.
시온(シオン)
성우 : 타카하시 히로시
카논의 집사로서 지구에 온 퀸 어스의 인간. 생명의 꽃의 수색이나 카논의 학교에의 배웅도 실시해 그를 서포트한다. 하지만, 케트의 공격에 쓰러졌다.
끝까지 카논을 염려하고 있었다.
만화에는 등장하고 있지 않다.
브로스(ブロス)
성우 : 호리카와 료 /
다크 조커를 인솔하는 보스.
듀이나 케트와 비교해 몸의 사이즈가 한층 더 크다. 또, 중성적인 말하는 방법이 특징.
퀸 어스를 검은 백신의 힘으로 괴멸 직전에 몰아넣어, 다음은 그 자매별인 지구에의 침략을 개시했다.
자신에게 충성을 맹세하는 듀이를 이용하거나, 검은 백신으로 카논을 부활시키기도 했다. 리리카 일행에 의해서 쓰러질 때, 자신 힘을 모두 카논에게 주어 카논은 자아를 잃은 상태로 리리카 일행과 싸웠다. 하지만, 리리카가 카논을 구한 뒤로 브로스의 힘은 소멸했다.
악의 의식체에 의해서 만들어진 실체가 없는 존재(작중의 듀이의 대사에 의한다)로, 검은 백신에 의해서 만들어진 검이나 사악한 힘을 이용한다.
듀이(デューイ)
성우 : 후치자키 유리코 /
다크 조커의 일원으로, 간부 클래스의 한 명. 리리카를 쓰러뜨리기 위해 브로스에 의해서 〈아픔을 느끼지 않는 신체〉로 되어 이용당하다 리리카에 구해졌다.
브로스의 저택에서 검은 백신을 빼앗아, 녹색 백신이 없어 고전하던 리리카에게 구원처럼 건네준 후, 배반자로서 브로스에 쫓기고 있다가 리리카와 세이야에 구해진다. 이후, 리리카 일행과 함께 다크 조커와 싸우는 동료가 된다.
다크 조커였던 무렵은 케토와는 대조적으로 지성파로, 불쾌한 성격의 인물로서 묘사되고 있었다.
리리카의 동료가 된 이후는 전투시를 제외해 지구인의 옷으로 행동해, 생활감이 있는 묘사도 볼 수 있게 되었다. 또 언동이나 표정도 다크 조커였던 무렵보다 어른스러워지고 있어 심려 깊어지고 있다.
카논과 같이 초능력, 전용의 검을 이용해 싸운다.
리리카를 〈너스 엔젤〉이라고 불러, 좀처럼 이름으로는 부르지 않는다.
케토(ケトー)
성우 : 이시이 코우지 /
다크 조커의 일원으로 간부 클래스의 한 명. 변장이 자신있고 듀이에의 대항 의식이 강하다. 다크조커 부하의 사루 리리카를 괴롭히지만, 실패가 겹친다.
자신을 경시한 브로스와 듀이에의 원한으로부터 광기가 스며든 공격으로 카논에게 치명상을 입게 하지만 스스로도 목숨을 잃는다. 하지만, 미움에 붙잡힌 영혼만이 남아버려, 리리카의 녹색 백신으로 구해져 승화했다.

## 애니메이션 제작에 관한 에피소드

#### 최종화
자신의 생명과 바꾸어 지구를 구하기로 결심한 리리카와 그녀를 앞에 두고 고뇌하는 사람들의 모습을 그렸던 최종화의 내용 결정은 방영 당시 집단 괴롭힘(이지메)으로 인해 자살이 급증하는 사례가 늘면서, 자살을 결심한 사람에게 메시지를 보내려 한다는 의도가 담겨 있다. 아니메디아의 기획인 〈이번 달의 명장면〉에서는 150표 이상을 확득하여 1위를 차지하였다. 또한, 해당 작품은 완결된 내용을 담고 있어 현시점에 OVA등을 통한 속편이나 뒷이야기를 담은 에피소드에 대한 계획이 없다고 한다. 2004년 DVD-BOX발매당시 "본편 종료화부터 25년 후의 이야기"를 OVA방식으로 담을 예정이 있었지만, 제작업체의 사정으로 인해 좌절되었다.

#### 모리야 리리카의 생일 논란
8개월의 방송 기간내에 두 번이나 생일을 맞이하고 있기 때문에, 어느 쪽이 공식 생일인지 혼란이 있었지만, 제작스탭 측에서 생일이 리리카 SOS 방영일인 7월 7일이라고 공식적인 입장을 밝혀왔다.

#### 타작품의 패러디
리리카 SOS의 패러디·유용에 임하는 묘사를 볼 수 있는데, 다이치 아키타로등 본작품 스텝이 관련된 작품들이지만, 동일 스탭이 관련되지 않았음에도 불구하고 패러디가 받아들어지는 경우도 있다.
- 아이들의 장난감

빨간망토 차차에서 등장하는 〈매지컬 프린세스〉와 리리카 SOS의 〈너스 엔젤〉을 혼합한 코스프레에 몸을 싼 주인공 사나가 분장하는 〈매지컬 엔젤 SANA〉가 등장했다. 또 일부에서 웨이터 모습으로 등장하는 듀이 같은 인물, 리리카와 꼭 닮은 간호사가 등장하는 등의 연출이 보인다.
- 섹시코만도 멋지다! 마사루

오프닝 화면이 리리카 SOS 1기 오프닝 화면을 패러디하여 제작한 게 특징이다.

## 목소리 출연
- 정미숙 - 리리카, 간호천사
- 이진화 - 토비
- 김승준 - 카논
- 유지영 - 세미, 리리카의 어머니
- 정미경 - 안나, (남동생,토토)
- 송도영 - 구미호, 할머니, 헬레나 왕녀
- 전인배 - 리리카의 아버지, 케토
- 강구한 - 세이야의 아버지, 보로스
- 무정 - 세이야의 어머니
- 김은아 - 미미나 공주(헬레나의 여동생)
- 강희선 - 듀이

#### 제작진
- 작곡 : 김윤건
- 작사 : 우승봉
- 노래 : 배연희
- 녹음 : 백광재
- 그래픽 : 이미경, 박종화
- 편집 : 성수현, 이윤주, 김준석
- 번역 : 이서린
- 연출 : 박소영
- 우리말제작 : KBS 미디어
- (구) KBS 영상사업단

### 방송 목록
1. 하얀 천사 춤추듯 내리다 (白き天使舞いおりて)
2. 장미 꽃다발은 위험한 향기 (バラの花束は危険な香り)
3. 전설은 먼 별을 넘어 (伝説は遠き星をこえて)
4. 작은 우정의 시작 (小さな友情のはじまり)
5. 휘입으로부터 잃지마 (輝くちから失わないで)
6. 동경은 안개 속에 (あこがれは霧の中に)
7. 추억은 보석의 빛 (思い出は宝石のひかり)
8. 엇갈리면서 미소지어 (すれ違いながら微笑んで)
9. 빛이여 진짜 얼굴을 가르쳐 (光よ本当の顔を教えて)
10. 첫 망설임 (はじめてのとまどい)
11. 생명의 꽃을 요구해 (いのちの花を求めて)
12. 카논 빛에 잊혀져 (カノン光にまぎれて)
13. 인연은 싸우는 힘이 되어 (きずなは戦う力となって)
14. 별에 사라진 카논 (星に消えたカノン)
15. 안녕이라고 말할 수 없는 채 (さよならが言えないまま)
16. 천사의 맹세 다시 (天使の誓い ふたたび)
17. 어둠으로 향하는 두 개의 빛 (闇にむかう二つの光)
18. 천녀의 소원 붉게 빛나 (天女の祈り赤く映えて)
19. 소생하는 생명의 빛 (よみがえる命の輝き)
20. 카논 다시 (カノンふたたび)
21. 멀리할 수 있었던 마음 (遠ざけられた心)
22. 슬픈 진실 (悲しい真実)
23. 성스러운 소원 눈물에 흔들려 (聖なる願い涙にゆれて)
24. 듀이 새로운 빛 (デューイ新なる輝き)
25. 초대된 최후의 파티 (招かれた最後のパーティ)
26. 돌아가세요… (お帰りなさい…)
27. 시끄러운 왕녀 첫눈에 반하다 (お騒がせ王女のひとめぼれ)
28. 두근두근 이마에 햇빛이 비추어 (ときめくおデコに陽がさして)
29. 이루어줘, 작은 소원을 (叶えて, 小さな願いを)
30. 마법의 구두가 달렸다 (魔法の靴が走ってた)
31. 카린이 건네준 쵸콜렛 (花林が渡したチョコレート)
32. 혹시 생명의 꽃? (もしかして命の花?)
33. 위험할 때에 미소가 지워져 (危険な詩に笑顔消されて)
34. 밝혀진 최후의 운명 (明された最後の運命)
35. 백의의 천사 영원히 (白き天使永遠に)

※ 뮤지컬 방영 목록은 〈뮤지컬〉의 항목에 게재